# Granč-Petrovce
Granč-Petrovce (em húngaro: Garancspetróc; alemão: Grantsch-Petrowitz) é um município da Eslováquia, situado no distrito de Levoča, na região de Prešov. Tem 3,17 km² de área e sua população em 2018 foi estimada em 611 habitantes.

## Demografia
| Ano:        | 1994 | 2004   | 2014   | 2024   |
| ----------- | ---- | ------ | ------ | ------ |
| Broj ljudi: | 589  | 597    | 608    | 663    |
| Razlika:    |      | +1,35% | +1,84% | +9,04% |

| Ano:               | 2023 | 2024   |
| ------------------ | ---- | ------ |
| Número de pessoas: | 657  | 663    |
| Diferença:         |      | +0,91% |